# Den firbenede Barnepige
Den firbenede Barnepige er en dansk stumfilm fra 1918, der er instrueret af Lau Lauritzen Sr. efter manuskript af ham selv og A.V. Olsen.

## Handling
Denne artikel mangler et handlingsreferat. Hjælp os med at skrive det.